# Calanthe oreadum
Calanthe oreadum är en orkidéart som beskrevs av Alfred Barton Rendle. Calanthe oreadum ingår i släktet Calanthe och familjen orkidéer.
Artens utbredningsområde är Nya Kaledonien. Inga underarter finns listade i Catalogue of Life.